# 角拟蝇虎
角拟蝇虎（学名：Plexippoides cornutus）为跳蛛科拟蝇虎属的动物。在中国大陆，分布于贵州等地。